# Monocorophium acherusicum
Monocorophium acherusicum is een vlokreeftensoort uit de familie van de Corophiidae. De wetenschappelijke naam van de soort is voor het eerst geldig gepubliceerd in 1853 door Costa.